# 24 ذو الحجة
- السبت
- الأحد
- الاثنين
- الثلاثاء
- الأربعاء
- الخميس
- الجمعة

- 2624 مايو 2025
- 2725 مايو 2025
- 2826 مايو 2025
- 2927 مايو 2025
- 128 مايو 2025
- 229 مايو 2025
- 330 مايو 2025
- 431 مايو 2025
- 51 يونيو 2025
- 62 يونيو 2025
- 73 يونيو 2025
- 84 يونيو 2025
- 95 يونيو 2025
- 106 يونيو 2025
- 117 يونيو 2025
- 128 يونيو 2025
- 139 يونيو 2025
- 1410 يونيو 2025
- 1511 يونيو 2025
- 1612 يونيو 2025
- 1713 يونيو 2025
- 1814 يونيو 2025
- 1915 يونيو 2025
- 2016 يونيو 2025
- 2117 يونيو 2025
- 2218 يونيو 2025
- 2319 يونيو 2025
- 2420 يونيو 2025
- 2521 يونيو 2025
- 2622 يونيو 2025
- 2723 يونيو 2025
- 2824 يونيو 2025
- 2925 يونيو 2025
- 126 يونيو 2025
- 227 يونيو 2025

24 ذو الحجَّة أو 24 ذو الحجَّة الحرام أو يوم 24 \ 12 (اليوم الرابع والعُشرون من الشهر الثاني عشر) هو اليوم التاسع والأربعون بعد الثلاثمائة (349) من أيَّام السنة (أو الخمسون بعد الثلاثمائة لو كان شهر رمضان مُتممًا لليوم الثلاثين أو الحادي والخمسون بعد الثلاثمائة لو أتم كلاً من صفر وربيع الآخر وجمادى الآخرة وشعبان ورمضان ثلاثين يوماً) وفق التقويم الهجري القمري (العربي). يبقى بعده 5 أو 6 أيَّام لانتهاء السنة.

## أحداث
- 9 هـ - خرج النبي محمد إلى مباهلة نصارى نجران كما تم الاتفاق بين الطرفين سابقًا.
- 23 هـ - الخليفة عمر بن الخطاب يطعن على يد أبو لؤلؤة المجوسي ويموت بعد يومين.
- 1233 هـ - الثوَّار اليونانيون يرتكبون مذبحة كبيرة ضد الأتراك في مدينة تريبوليجة، راح ضحيتها 8 آلاف مدني، أثناء الثورة اليونانية ضد الدولة العثمانية.
- 1291 هـ - افتتاح المدرسة الصادقية بتونس.
- 1332 هـ - الدولة العثمانية تعلن انضمامها رسميًا إلى دول المحور المكون من الإمبراطورية الألمانية والإمبراطورية النمساوية المجرية في الحرب العالمية الأولى.
- 1359 هـ - القوات البريطانية تستولي على طبرق من القوات النازية في الحرب العالمية الثانية.
- 1360 هـ - القوات اليابانية تسيطر على مدينة كوالالمبور الماليزية.
- 1364 هـ - صدور مجلة «بنت النيل» الشهرية النسائية في القاهرة، لصاحبتها ورئيسة تحريرها الدكتورة "درية شفيق"، واستمرت في الصدور حتى توقفها بعد نحو 12 سنة بعد صدور أمر عسكري ضدها من نظام جمال عبد الناصر.
- 1371 هـ - تعيين محمد عبد الخالق حسونة أمينًا عامًّا لجامعة الدول العربية، وهو الثاني الذي يتولى هذا المنصب بعد عبد الرحمن عزام.
- 1397 هـ - سوريا وليبيا والعراق والجزائر ومنظمة التحرير الفلسطينية يقررون قطع العلاقات مع مصر وتأسيس الجبهة القومية للصمود والتصدي.
- 1399 هـ - الرئيس الأمريكي جيمي كارتر يصدر أمر رئاسي بتجميد جميع الأصول والودائع الإيرانية في الولايات المتحدة على خلفيه أزمة الرهائن في السفارة الأمريكية في طهران.
- 1409 هـ - مجموعة إسرائيلية تخطف الشيخ عبد الكريم عبيد أحد قادة حزب الله من لبنان.
- 1424 هـ - انهيار جزء بمساحة 100 متر من الطريق المؤدي إلى باب المغاربة أحد الأبواب الرئيسية للمسجد الأقصى، بسبب أعمال الحفريات التي تقوم بها السلطات الإسرائيلية وقيامها بإزالة الأتربة المتساقطة وجزء من الجدار دون مراعاة تضمنها لآثار إسلامية.
- 1441 هـ - إسرائيل والإمارات العربية المتحدة تعلنان اتفاقًا لتطبيع العلاقات بين الدولتين.

## مواليد
- 1311 هـ - مرتضى آل ياسين، فقيه جعفري عراقي.
- 1321 هـ - أنطون سعادة، كاتب ومفكر لبناني ومؤسس الحزب السوري القومي الاجتماعي.
- 1339 هـ - إغناطيوس الرابع هزيم، بطريرك أنطاكية وسائر المشرق للروم الأرثوذكس.
- 1353 هـ - محمود محمد الطناحي، عالم حديث مصري.
- 1371 هـ - بيونة، ممثلة جزائرية.
- 1390 هـ - رضوان نصري، موسيقي سوري.
- 1393 هـ - لاله ولادن بيجاني، أختان توأمان ملتصقتان من إيران.

## وفيات
- 232 هـ - هارون الواثق بالله، الخليفة التاسع من خلفاء بني العباس.
- 298 هـ - الهادي إلى الحق يحيى، إمام الزيدية في اليمن.
- 511 هـ - محمد بن ملكشاه السلجوقي، سابع السلاطين السلاجقة.
- 1353 هـ - محمد حسن نائل المرصفي، عالِم أدبي ولغوي وصحفي مصري.
- 1426 هـ - إدمون نعيم، سياسي ورجل قانون لبناني.
- 1427 هـ - سلامة العبد الله، مغني سعودي.
- 1432 هـ - طلعت السادات، محامي وسياسي مصري.
- 1435 هـ - حارث طه الراوي، شاعر عراقي.
- 1441 هـ - عصام العريان، سياسي مصري وعضو مكتب إرشاد جماعة الإخوان المسلمين في مصر.

## وصلات خارجية
- موقع قصة الإسلام: حدث في شهر ذو الحجَّة.